# Thomas Bjørn
Thomas Bjørn (18 februari 1971) is een Deense golfprofessional.

## Carrière
Na drie overwinningen op de Challenge Tour in 1995 mocht Bjørn naar de Europese Tour. Meteen het eerste seizoen eindigde hij in de top 10 van die Order of Merit, en kwam daarin nog een aantal keren terug. Zijn beste resultaat was een 5de plaats in 2000.
In de loop der jaren behaalde hij vijftien overwinningen op de Europese Tour en twee op de Japan Golf Tour. Hij won tweemaal bijna een Major. In 2003 stond hij aan de leiding met nog vier holes te gaan, maar Ben Curtis eindigde beter, en in 2005 tijdens het Amerikaanse PGA Kampioenschap eindigde hij samen met Steve Elkington op de tweede plaats achter Phil Mickelson.
Eind 2013 won hij de Nedbank Golf Challenge, dat was zijn 424ste toernooi op de Europese Tour.
Sinds 2007 is Bjørn voorzitter van de toernooicommissie van de Europese Tour.

## Gewonnen

### Nationaal
- 1995: C*Esbjerg Danish Closed

### Challenge Tour
Bjørn speelde op de Challenge Tour van 1993 - 1995.
- 1995: Coca-Cola Open, Interlaken Open, Himmerland Open

### Europese Tour
- 1996: Loch Lomond World Invitational
- 1998: Peugeot Open de España, Heineken Classic
- 1999: Sarazen World Open
- 2000: BMW International Open
- 2001: Dubai Desert Classic
- 2002: BMW International Open
- 2005: Daily Telegraph Dunlop Masters
- 2006: Irish Open
- 2010: Estoril Open
- 2011: Qatar Masters, Johnnie Walker Kampioenschap, Omega European Masters
- 2013: Omega European Masters, Nedbank Golf Challenge

### Japanse Tour
Op de Japanse Golf Tour heeft tweemaal hetzelfde toernooi gewonnen:
- 1999: Dunlop Phoenix Tournament
- 2003: Dunlop Phoenix Tournament

## Teams
- Ryder Cup: 1997, 2002, 2012 (ass. captain)
- The Royal Trophy: 2006
- Seve Trophy: 2000, 2002, 2003, 2005, 2007, 2009 (captain), 2011

Ryder Cup 2006
Hoewel Bjørn in 1997 en 2002 al in het Ryder Cup team had gezeten, besloot captain Ian Woosnam in september 2006 Bjørn geen plaats te geven in zijn team.  Bjørn heeft zich toen laten ontvallen dat zijn relatie tot Woosnam "completely dead" was. Hoewel hij de volgende dag zijn excuses aanbood en Woosnam die accepteerde, kreeg hij van de Europese Tour een flinke boete.
Het Europese team won van de Amerikanen met 18.5 - 9.5, een van de ruimste overwinningen ooit. Lee Westwood, die in plaats van Bjørn speelde, haalde 4 punten binnen.
Thomas Bjørn werd assistent-captain bij de Ryder Cup van 2012, samen met Darren Clarke en Paul McGinley. Captain was José María Olazabal.

## Thomas Björn Open
Björn organiseerde het Thomas Björn Open en dankte hiermee de Challenge Tour, waar hij ooit met zijn eigen golfcarrière was begonnen. Winnaar van 2005 was Marcus Higley uit Engeland, in 2006 werd het gewonnen door Michiel Bothma uit Zuid-Afrika. Daarna stopte het toernooi. In 2011 werd hij sponsor van het ECCO Tour Championship.

## Trivia
- Bjørns achternaam wordt buiten Denemarken ook wel gespeld als Björn of Bjorn. In het Deens betekent zijn naam: beer.